# Drosera anglica
Drosera anglica este o specie de plante carnivore din genul Drosera, familia Droseraceae, ordinul Caryophyllales, descrisă de William Hudson.
Este endemică în:
- Alberta.
- Altay.
- Alaska.
- Austria.
- Liechtenstein.
- Belgium.
- Belarus.
- Estonia.
- Latvia.
- Lithuania.
- British Columbia.
- Buryatiya.
- California.
- Heilongjiang.
- Jilin.
- Liaoning.
- Chita.
- Czech Republic.
- Slovakia.
- Denmark.
- Finland.
- Channel Is..
- France.
- Monaco.
- Germany.
- Great Britain.
- Hawaiian Is..
- Hungary.
- Idaho.
- Ireland.
- Northern Ireland.
- Irkutsk.
- Italy.
- Hokkaido.
- Honshu.
- Kyushu.
- Shikoku.
- North Korea.
- Krasnoyarsk.
- Kazan-retto.
- Labrador.
- Maine.
- Manitoba.
- Michigan.
- Minnesota.
- Montana.
- Mongolia.
- New Brunswick.
- North Dakota.
- Netherlands.
- Newfoundland.
- St.Pierre-Miquelon.
- Nansei-shoto.
- Norway.
- Nova Scotia.
- Ogasawara-shoto.
- Ontario.
- Oregon.
- Prince Edward I..
- Poland.
- Québec.
- Romania.
- Northwest European Russia.
- Saskatchewan.
- Spain.
- Sweden.
- Switzerland.
- Tuva.
- Moldova.
- Ukraine.
- Washington.
- Wisconsin.
- West Siberia.
- Yakutskiya.
- Macedonia.

Conform Catalogue of Life specia Drosera anglica nu are subspecii cunoscute.